# Epharmottomena albiluna
Epharmottomena albiluna is een vlinder uit de familie spinneruilen (Erebidae). De wetenschappelijke naam is voor het eerst geldig gepubliceerd in 1899 door Hampson.
De soort komt voor in tropisch Afrika.